# Königlich Bayerische Leibgarde der Hartschiere

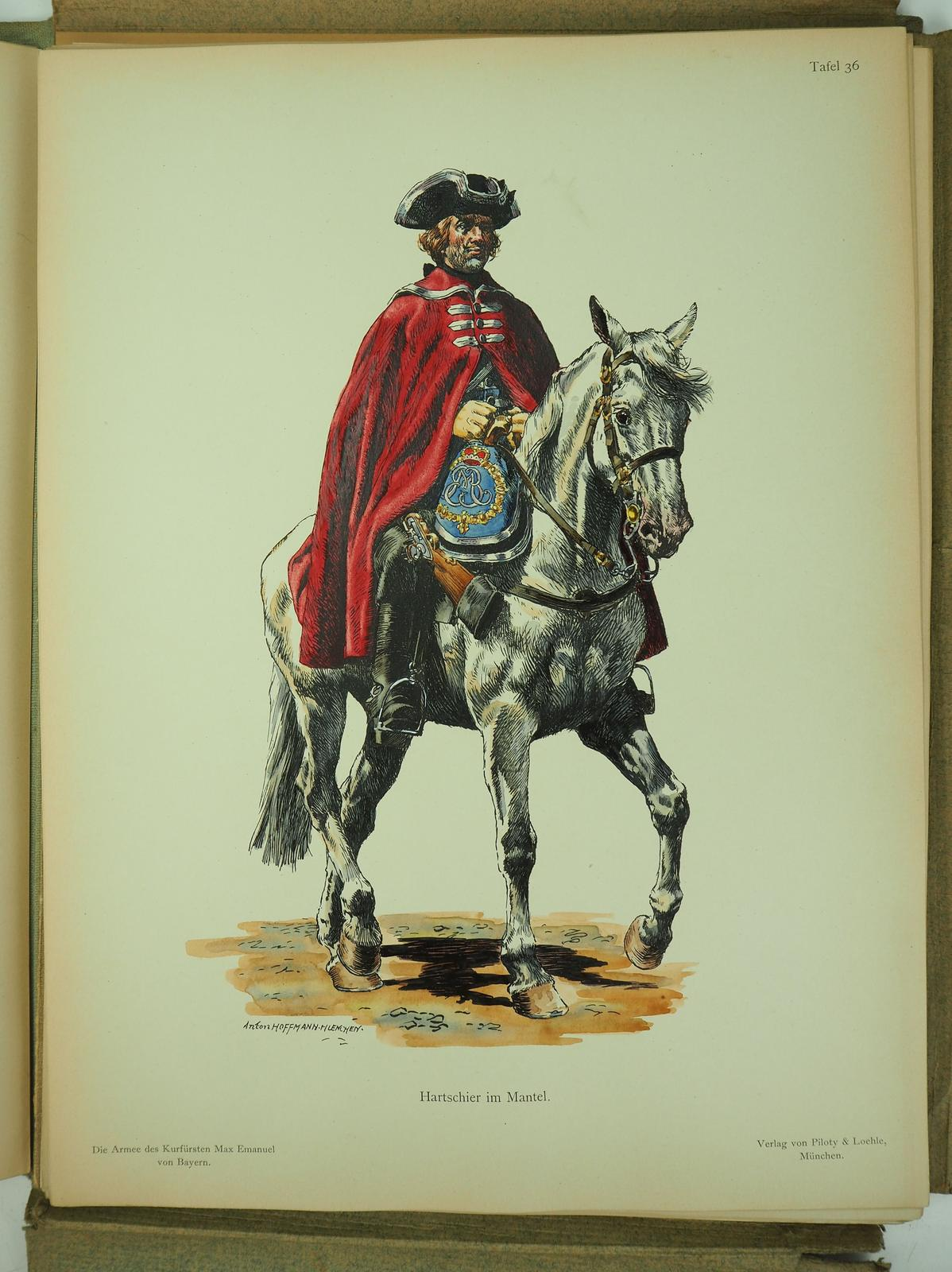
Berittener bayerischer Hartschier aus der Zeit von Kurfürst Max Emanuel (Zeichnung von Anton Hoffmann)

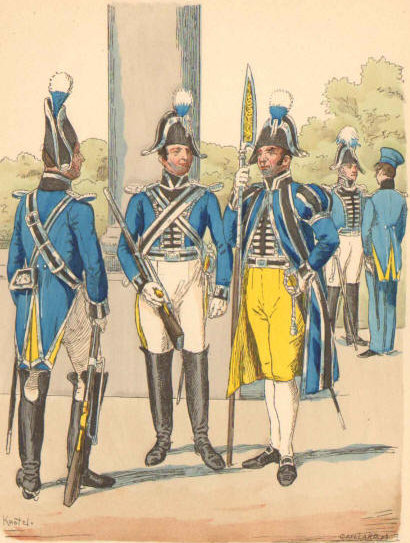
Bayerische Leibgarde (Hartschiere) um 1835

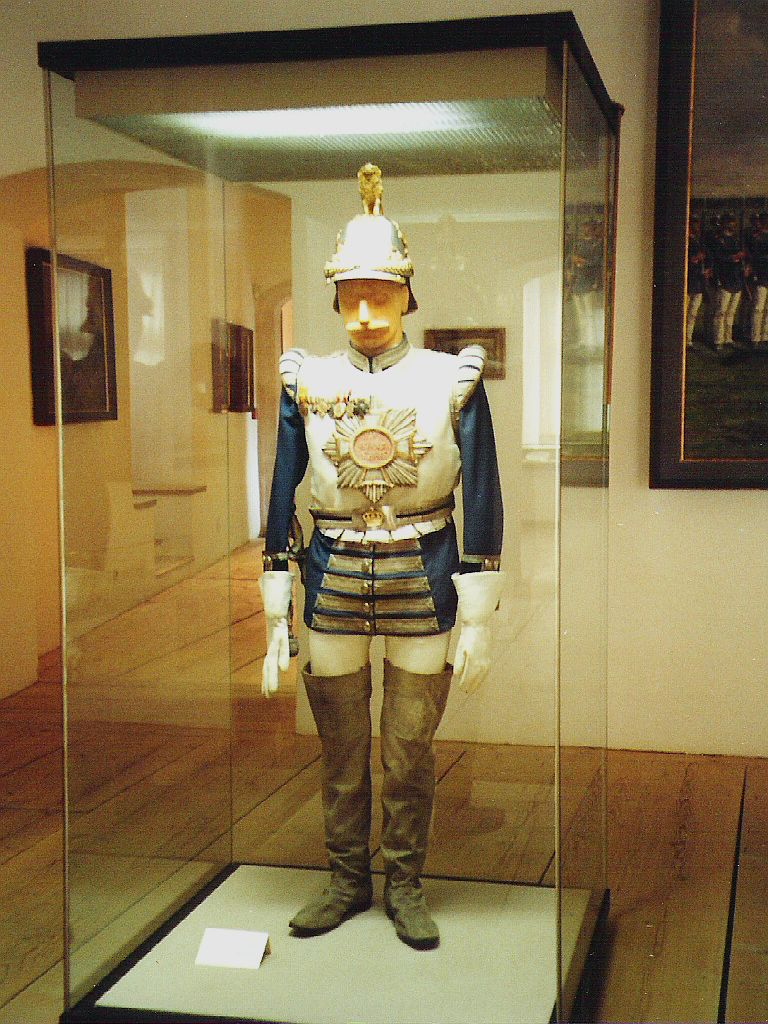
Uniform eines Hartschiers der bayerischen Armee, spätes 19. Jahrhundert

Die Königlich Bayerische Leibgarde der Hartschiere (Hartschier von italienisch Arciere = Bogenschütze) waren eine Hofgarde der bayerischen Kurfürsten und Könige. Die in der zweiten Hälfte des 17. Jahrhunderts zunächst als militärischer Verband aufgestellte Truppe wurde im 19. Jahrhundert zu einer rein zeremoniellen Garde. 1918 wurde sie aufgelöst.

## Geschichte
Die Hartschiere gehen auf die sogenannten Leibguardi-Schützenreiter zurück, deren Ursprünge in der Regierungszeit von Kurfürst Wilhelm dem Frommen (1579–1597) liegen. Unter der Herrschaft von Kurfürst Ferdinand Maria (1651–1679) erhielt sie den Namen Leibguardi der Hätschiere und bekamen 1670 zusammen mit den Trabanten und Karabiniers (Korbiner) den ersten Rang innerhalb der Garden. Im Österreichischen Erbfolgekrieg von 1740 bis 1748 begleiteten sie den Monarchen letztmals ins Feld und dienten bis zum Ende der Monarchie nur mehr als innere Palastwache. 1778 wurde bei der Vereinigung der Kurpfalz mit Kurbayern die kurpfälzische Leibgarde und 1803 anlässlich der Mediatisierung des Hochstifts Würzburg die fürstbischöflich würzburgische Leibgarde in die Hartschiere eingegliedert. 1802 gaben die Hartschiere ihre Pferde ab und versahen nur mehr ihren Dienst zu Fuß. Mit Auflösung der bayerischen Trabantengarde im Jahr 1807 verblieben sie als einzige Hofgarde. Die Mindestgröße von 1,82 Meter wurde 1839 auf 1,75 Meter gesenkt. Die Hartschiere hatten zuletzt nur mehr repräsentative Aufgaben innerhalb der Münchner Residenz. Dies zeigte sich auch an ihren prunkvollen, für den Gefechtsdienst jedoch völlig ungeeigneten Uniformen und der Bewaffnung mit einer aufwändig gefertigte Couse, einer veralteten Form der Stangenwaffe. 1918 wurden die Hartschiere infolge Abschaffung der Monarchie in Bayern aufgelöst.

## Dienstgrade und Gliederung
1828 legte Ludwig I. die Sollstärke auf 100 Mann zuzüglich 15 Offiziere und Unteroffiziere fest. Alle Dienstgrade rangierten mehrere Stufen höher als bei der Bayerischen Armee.
Ranggleich mit den Generalen waren der
- Generalkapitän
- Premierleutnant
- Secondleutnant

Stabsoffiziersrang besaßen der
- Secondleutnant (falls nicht Generalsrang)
- Cornet
- Exempt

Hauptmannsrang besaß der
- Adjutant

Oberleutnantsrang besaßen die
- 4 Premiers-Brigadiers (höhere Unteroffiziere)

Leutnantsrang besaßen die
- 4 Sous-Brigadiers (niedere Unteroffiziere)

Junkersrang („Offiziers-Adspirant erster Klasse“) (sic) besaßen die
- 100 Hartschiere. Diese rangierten damit zwischen den Feldwebeln und Unterleutnants der Armee.

Zum Kompaniestab zählten ferner zwei Ärzte, ein Quartiermeister (Hauptmann), ein Fourier (Verpflegungsunteroffizier, Unterleutnant) sowie ein Auditor (Gerichtsoffizier, bei den Hartschieren als Regimentsauditor 1. Klasse etwa im Hauptmannsrang).